# Clemente Puche

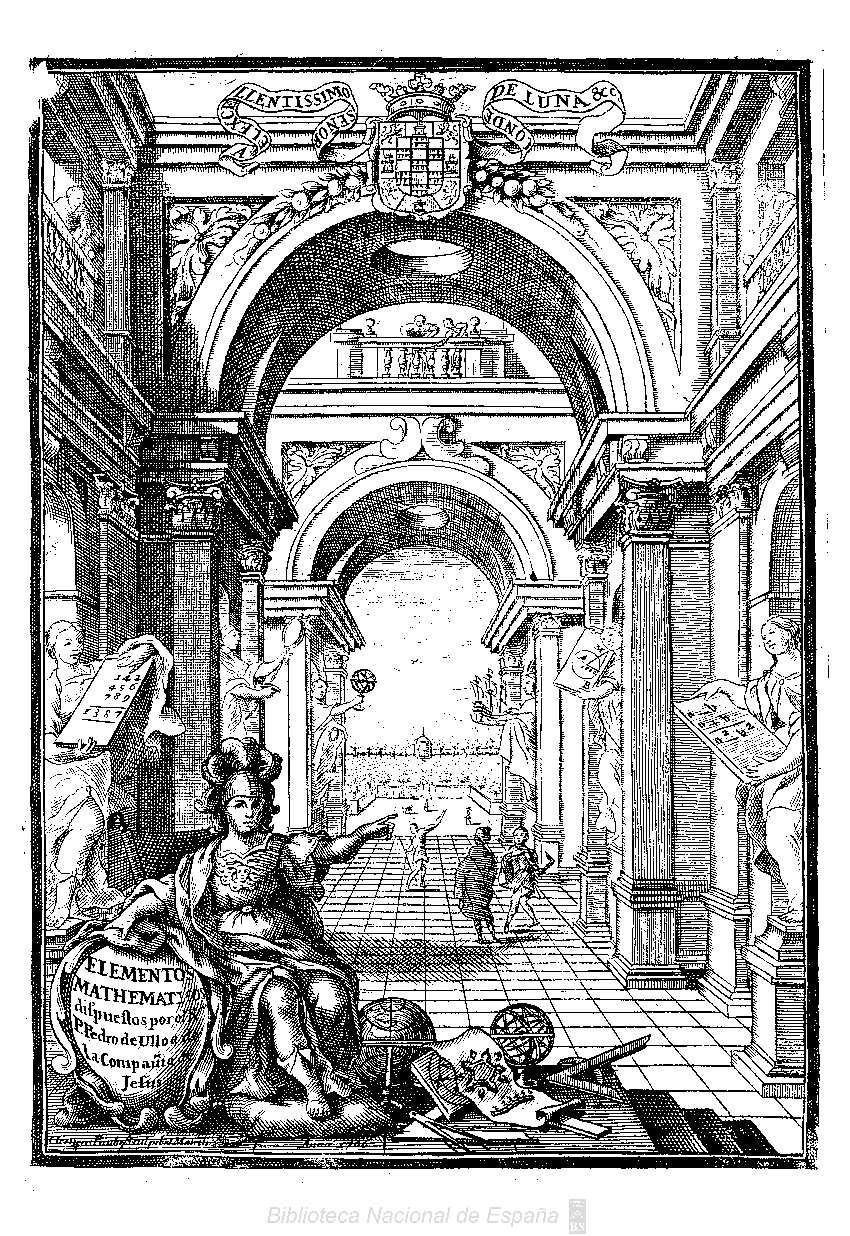
Frontispicio de los Elementos mathematicos de Pedro de Ulloa, Madrid, 1706. Biblioteca Nacional de España.

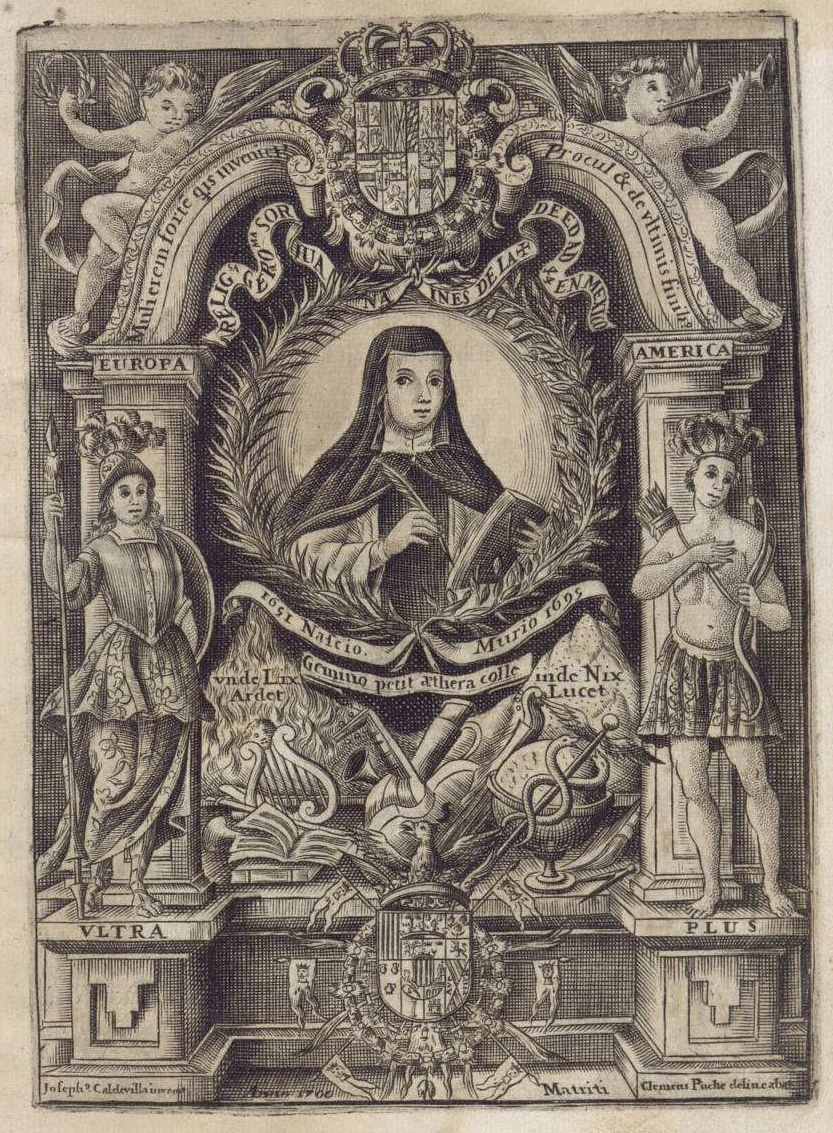
Grabado calcográfico con el retrato de sor Juana Inés de la Cruz tras la portada de Fama y obras posthumas del Fénix de México de Juan Ignacio de Castorena y Ursúa, Madrid, 1700. Firmado «Joseph. Caldevilla invenit, Clemens Puche delineabat». Biblioteca Nacional de España.

Clemente Puche (fl., 1694-1728) fue un grabador calcográfico activo en Madrid, de quien se conocen estampas sueltas y portadas de libros.
Las primeras estampas conocidas parecen ser la que representa alegóricamente el monte Carmelo y el retrato de san Juan de la Cruz de medio cuerpo, en marco a modo de retablo con santa Teresa de Jesús, Elías y san Ángel, estampas intercaladas en la edición de las Obras del Beato Padre publicada en dos volúmenes por Julián de Paredes y a su costa en Madrid, 1694. Tres años posterior es la que representa el asedio de Barcelona por las tropas francesas, con dedicatoria al rey Carlos II, de la que se conserva un ejemplar en el Archivo Histórico de la Ciudad de Barcelona. Se trata de una improbable vista urbana aérea, con santa Eulalia protegiendo la Ciudad Condal, que se presenta casi rectangular y rodeada de huertas de trazado también ortogonal, sometida al fuego de la artillería desde el puerto y desde el llano. La imagen no refleja un conocimiento directo de la ciudad y es posible que su intención no fuese tanto presentar un relato de los hechos cuanto conmemorar la defensa de la urbe conforme a los intereses de la monarquía.
Bien conocida y varias veces reproducida es la portada calcográfica con el retrato de sor Juana Inés de la Cruz para la edición de sus obras preparada con otros materiales por Juan Ignacio de Castorena y Ursúa, que salió publicada en Madrid con el título Fama y obras posthumas del Fénix de México. Firmada por Puche como grabador en Madrid, en 1700, y como inventor por José Caldevilla, se trata de una típica portada-retablo con figuras alegóricas, escudos, filacterias y corona de laurel enmarcando un retrato femenino de rasgos genéricos, sin duda inventado. Algo más auténtico es el retrato en óvalo de Felipe V, firmado por Puche como autor del dibujo. Aunque sin fecha, la juventud del monarca hace suponer que pudo realizarse en fecha próxima al cambio de dinastía.  
Retrato también de rasgos convencionales, aunque se presenta como «verdadero retrato» y firma el dibujo Matías de Torres, es el de sor Martina de los Ángeles, monja dominica y fundadora del convento de San Pedro Mártir de la villa de Benabarre, grabado abierto en 1710, «a devoción» del procurador general de la causa de su beatificación en Roma. Monja milagrera y dada a penitencias, el Index librorum prohibitorum ac expurgandorum novissimus de 1747 prohibió sus retratos «en forma de estampas, en que se pinta adornada con aureolas, y el P. Eterno sobre su cabeza: en otras, Christo y María Santísima, a sus lados, y en todas llenándola de resplandores, y luces, contra los Pontificios Decretos». Además ordenaba recoger las cruces, cuentas, piedras y tierra de su sepulcro que se habían divulgado como reliquias, pero no hay constancia de que se prohibiese el libro de fray Andrés Maya, Vida prodigiosa y admirable ejercicio de virtudes de la venerable madre sor Martina de los Ángeles y Arilla, Madrid, 1712, que incorporaba tras la portada este retrato.
Distinto, por consistir en una perspectiva arquitectónica, es el frontispicio de los Elementos mathemáticos en dos tomos del jesuita Pedro de Ulloa, obra impresa en Madrid en 1706 por Antonio González de Reyes, que firma «Clemens Puche sculpebat». 
Hizo también grabados de la Virgen de la Peña de Brihuega (Guadalajara), 1717 –ejemplar en la colección Antonio Correa de la Calcografía Nacional de Madrid- y de la Virgen de los Ojos Grandes, patrona de Lugo, este para la obra de Juan Pallarés y Galloso, Argos divina Sancta María de Lugo (Santiago de Compostela, 1700). No será la única ocasión en que un grabador asentado en Madrid trabaje para las imprentas gallegas, por falta de grabadores locales, y el mismo Puche firmó en 1701 otra estampa de una Virgen gallega, la de la Virgen de la Cerca. Además, por dibujos de Matías de Irala grabó en 1711 la Alegoría de santa Rosa de Lima recogida en la obra de Luis Antonio de Oviedo y Herrera, conde de la Granja, Vida de la esclarecida virgen Santa Rosa de Santa María, y la estampa de San Joaquín incorporada en El animado cielo de María, S. Joaquín, padre de la Virgen, del jesuita Juan Bautista de León, Madrid, 1723.